# Vesicularia glazioviana
Vesicularia glazioviana är en bladmossart som beskrevs av C. Müller 1901. Vesicularia glazioviana ingår i släktet Vesicularia och familjen Hypnaceae. Inga underarter finns listade i Catalogue of Life.